# Wibox (entreprise)
Pour les articles homonymes, voir Wibox.
Wibox était un fournisseur d'accès à Internet français, qui proposait des offres triple play utilisant les technologies fibre optique et câble coaxial. C'est une filiale d'Altitude Infrastructure qui a été créée en 2009, à l'origine pour proposer des offres d'accès à Internet en zone rurale. 
En mai 2014, à la suite du rachat de CityPlay, Wibox annonce totaliser un nombre de 30 000 abonnés.
En octobre 2014, Wibox cède ses clients WiMAX et satellite à Ozone.
Fin 2019, Altitude Infrastructure a cédé le fonds de commerce de WiBox à la société Nordnet.